# Jord och Kol
Jord och kol är en bok som med sin första upplaga kom ut 1943. 1980 kom det med hjälp av Billesholmstraktens Hembygdsförening en andra upplaga av nämnda bok. Författare är Walter Sjölin och boken handlar till stor del, om gruvdriften i den lilla nordvästskånska orten Billesholm.